# Ефремов, Иван Семёнович (учёный)
Иван Семёнович Ефремов  (1 июля 1909 — 12 августа 1988) — специалист в области электронных систем для управления электрического транспорта. Доктор технических наук, профессор Московского энергетического института. Заведующий кафедрой электрического транспорта (1956-1980) МЭИ. Лауреат Государственной премии СССР, Заслуженный деятель науки и техники РСФСР. Участник Великой Отечественной войны. Ветеран труда МЭИ.

## Биография
Иван Семёнович Ефремов  родился 1 июля 1909 года в селе Николаевское Северо-Казахстанской области России. В 1935 году окончил Московский электромеханический институт инженеров железнодорожного транспорта (МЭМИИТ, ныне Российский университет транспорта, МИИТ). С 1935 по 1949 год работал на предприятиях Москвы на руководящих должностях. С 1949 по 1956 год занимал должность заведующего кафедрой электрической тяги и подвижного состава Московского автомобильно-дорожного государственного технического университета, одновременно был начальником отдела МинВУЗа СССР.
В 1956 году профессор Ефремов И. С. был избран на должность заведующего кафедрой электрического транспорта МЭИ, а с 1958 года работал по совместительству деканом факультета электрификации и автоматизации промышленности и транспорта института. На этих должностях работал до 1980 года.
Иван Семёнович Ефремов  является автором около 190 научных трудов, включая 30 учебных пособий и монографий. Профессором Ефремовым И. С. в Московском энергетическом институте создана научная школа городского электрического транспорта. Под руководством ученого было подготовлено и защищено более 100 кандидатских (Щуров Н. И. Диссертация на тему «Исследование следящего рекуперативно-реостатного торможения электроподвижного состава постоянного тока») и докторских диссертаций.
В свое время, под руководством профессора Ефремова И. С. в СССР был разработан кремниевый выпрямитель для тяговых подстанций, создавались системы электронного управления различными видами электрического подвижного состава. Область научных интересов: электронные системы управления электрическим подвижным составом, полупроводниковые системы для тяговых подстанций.
И. С. Ефремов в разное время был членом Научного совета ГКНТ СССР, работал заместителем председателя экспертных комиссий ВАК, в редколлегии журнала «Электричество».
Умер в 1988 году. Похоронен на Введенском кладбище (30 уч.).

## Награды и звания
- Орденами Отечественной войны I степени.
- Орден «Знак Почёта».
- Государственная премия СССР.
- Заслуженный деятель науки и техники РСФСР.
- Награжден орденами и медалями.

## Труды
- Учебное пособие по курсу "Введение в специальность" Гор. электр. трансп. И. С. Ефремов, В. А. Пречисский, Б. Г. Калашников. М, МЭИ. 1983.